# Volker Schmidt (Politiker)
Volker Schmidt (* 6. April 1957 in Saarbrücken) ist ein deutscher Politiker (SPD).

## Ausbildung und Beruf
Nach Besuch von Volksschule, Gymnasium und kaufmännischer Schule (1964–1974) absolvierte Schmidt in den Jahren 1974 bis 1977 eine Ausbildung zum Krankenpfleger. Von 1978 bis 1985 war er als medizinisch-technischer Radiologieassistent im Kreiskrankenhaus Völklingen tätig. Dort hatte er auch den Vorsitz des Personalrats inne. Seit 1985 ist Schmidt Einrichtungsleiter eines Senioren- und Pflegeheims, seit 1988 ist er auch Geschäftsführer des Heims.

## Politik
Der SPD trat Schmidt im Jahr 1974 bei. Von 1975 bis 2017 war er im Vorstand des Ortsvereins Riegelsberg, dessen Vorsitzender er in den Jahren 1986–1992 und 1998–2005 auch war. Von 2002 bis 2008 war Schmidt Vorsitzender des Kreisverbands Saarbrücken-Land sowie beratendes Mitglied des Landesvorstandes und des Präsidiums.
Schmidt war bis 2000 Mitglied des Gemeinderats Riegelsberg und ist seit 1989 Mitglied des Stadtverbandstages Saarbrücken bzw. der Nachfolgeorganisation, der Regionalversammlung Saarbrücken und war bis 2022 Fraktionsvorsitzender der SPD-Fraktion, seither ist er stellvertretender Vorsitzender. Dem Landtag des Saarlandes gehörte Schmidt von der zwölften Legislaturperiode (1999) bis zur 15. Legislaturperiode (bis 2017) an. Er war dort Vorsitzender des Ausschusses für Gesundheit und Soziales sowie Mitglied des Ausschusses für Justiz, Verfassungs- und Rechtsfragen sowie Wahlprüfung.

## Persönliches
Schmidt ist verheiratet und hat vier Kinder. Er lebt in Riegelsberg.